# Lenwa Dura
Amador Fabián Sánchez González (26 de marzo de 1976), más conocido por su nombre artístico Lenwa Dura, es un MC chileno, conocido por ser miembro del grupo Tiro de Gracia, fundador de éste junto a Juan Pincel. También formó parte del grupo 3 Mijos, junto al argentino Juanito Say y al chileno Anubiz, con quienes lanzó un LP del mismo nombre.

## Inicios
Amador Fabián Sánchez González, alias Lenwa Dura, nació el 26 de marzo de 1976. Sus inicios en el Hip Hop se remontan al año 1992. En 1993, a los diecisiete años, forma parte, como MC, del grupo Tiro de Gracia, quienes luego de un año pegando fuerte en el under-rap chileno, darían vida a dos maquetas independientes Arma Calibrada y Homosapiens (1994), es en este último donde se integra al grupo el primer DJ, Cristian Hidalgo, DJ Borna. En 1996 el grupo conoce a los productores musicales, Patricio Adonai Loaiza y Camilo Cintolessi, junto a ellos, Tiro de Gracia, por fin experimenta con música propia y tras varios meses de trabajo terminan un EP, demo final con 3 temas del disco Ser humano!!, LP que luego de negociar con el sello EMI saldría a la venta el año 1997, coproducido por DJ Borna, Cenzy (ex-Makiza) y con la incorporación de un nuevo MC, Zaturno (Juan Lagos).

## Éxito comercial
El disco fue un éxito a nivel nacional, con 80.000 copias vendidas, de él destaca el tema Viaje Sin Rumbo de la autoría de Lenwa. Comienzan las giras y colaboraciones, entre las que destacan la participación en el disco de MTV Lingo junto a Control Machete para el remix del tema Así Son Mis Días. La banda viaja a España, donde comparten escenario con Frank-T y CPV. También visitan Perú, Argentina y en 1998 parten a EE. UU., invitados por la revista Strees Magazine al festival Agosto Negro, donde tienen el honor de telonear a Black Star, The Roots, Fat Joe & Terror Squad, Tony Touch y Dead Prez. Paralelamente y en el mítico estudio Hit Factory, avanzan en la mezcla de su 2.º disco, Decisión, que contó con invitados como DJ Raff, Adonai en la producción, y la destacada participación de Iván (DJ Doc) Rodríguez en las mezclas, el mismo que mezcló el primer disco de Fugges, EPMD, Biz Markie, entre otros. Tiempo después, Zaturno abandona el grupo por motivos personales. Juan Pincel y Lenwa Dura continúan trabajando, para luego con Adonai y Jorge del Campo a la cabeza sacar el 3.er disco del grupo, Retorno de Misericordia. De vuelta a la carga y los charts, America y Hip Hop Show, ambos temas de Lenwa, alcanzan el número uno.

## División de la banda
A pesar de todo, la relación artista/compañía no iba bien con Juan Sativo, el incumplimiento de contrato, el desorden, más el efecto dominó de la piratería hacen cada vez más difícil el proceso creativo, aun así, logran sacar su 4.º disco Patrón del Vicio, producido por un apurado Cenzy y un sello poco dedicado, las ventas no fueron las mejores, pero de todos modos, el grupo tuvo la suerte de viajar y cantar con Rappin Hood y Actitud Maria Marta en Sao Paulo Brasil, hacer un comercial en contra de la pedofilia y el abuso de menores con el tema, La Vas a Pagar, y grabar el tema central y video para la película Mala Leche, el primer tema fue escrito íntegramente por Lenwa, el segundo casi en su totalidad y se convirtió en el sencillo principal del disco de grandes éxitos, Impacto Certero. Después de viajar a Perú, regresar un vez más a España, telonear a Black Eyed Peas en Argentina, y luego de prolongados problemas con Juan Sativo, en 2007, Lenwa decide su retiro definitivo del grupo, para emprender su camino en solitario. En 2008, lanza el EP El Rapero Solitario, descargable de forma gratuita vía Internet. En 2008, fue miembro del grupo 3 Mijos, junto al argentino MC Say y al rapero de la nueva escuela chilena Anubiz, con quienes lanzó su primer LP del mismo nombre. Aquí su estilo ha variado en gran manera, cambiando a estilos más oscuros, como mafioso rap, hardcore hip hop y horrorcore (aunque sin terminar su temática de calle), incluyendo varios diss a su excompañero Juan Sativo.

## Pelea legal por el nombre de «Tiro de Gracia»
Luego de varios meses de una batalla legal, el rapero Lenwa Dura logró quedarse con los derechos para presentarse bajo el nombre de Tiro de Gracia, según confirman documentos del Instituto Nacional de Propiedad Industrial (Inapi).
El nombre del grupo de Hip-Hop pasó desde las manos de Juan Salazar (Juan Sativo) a las de Amador Sánchez (Lenwa Dura), luego de que ambos decidieran separar caminos en enero de 2019. Esto se revertiría en 2023 cuando Juan Salazar recupera los derechos del nombre.

## Discografía

### En solitario
- El rapero solitario (2019)
- L (2021)
- El Hombre Tras La Rima (2024)

### Junto a Tiro de Gracia
- Homosapiens (1993)
- Arma Calibrada (1994)
- Ser humano!! (1997)
- Decisión (1999)
- Retorno de Misericordia (2001)
- Patrón del Vicio (2003)
- Impacto Certero (2004)

### Junto a 3 Mijos
- 3 Mijos (2009)